# Kei Inoo
Kei Inoo (japonsky 伊野尾慧, Inoo Kei; * 22. června 1990) je japonský zpěvák a člen J-pop skupiny Hey! Say! JUMP. Momentálně patří do agentury Johnny & Associates. Narodil se v Saitamě a momentálně sídlí v metropolitní oblasti Tokio.

## Diskografie

### Duety
- ♪t♪ (Oto) (text: Kóta Jabu, hudba: Inoo Kei)

### Koncerty
- Johnnys Theater “SUMMARY”of Johnnys World (8.-29. srpna 2004)[2]
- Johnnys Theater“SダUイMジMェAスRトY 2005” (26. července - 4. září 2005)[3]
- Johnny's Jr. no DaiBóken!@Meridian (15.-25. srpna 2006)[4]
- you-tači no Ongaku Dai Undókai (30. září - 1. října 2006)[4]
- 2007nen Kingašinnen Akemašite Omedetó Johnny's Jr. Daišugó (1.–7. ledna 2007)[5]
- Kansai Johnny's Jr.Ósakadžó Hall　FIRST CONCERT｣Guest šucuen (6. května 2007)[5]

Hey! Say! JUMP koncerty najdete na Hey! Say! JUMP.

## Filmografie

### Drama
- Gači Baka! (epizoda 2., 26. ledna 2006) jako Inoue Júsuke[4]

### Varietní představení
- Ja-Ja-jah (leden 2003 - říjen 2007)
- YOU-tači (říjen 2006 - září 2007)
- Hjakušiki

### Divadelní hry
- DREAM BOYS (8. ledna - 5. května 2004)[2]
- KAT-TUN vs. Kanjani∞ Musical Dream Boys (3.-29. ledna 2006)[4]
- Takizawa Enbujou (7. března - 25. dubna 2006)[4]
- One!-The history of Tackey- (15.-28. září 2006)[4]
- Takizawa Enbujou 2007 (3.-29. července 2007)[5]

## Akce
- Women Volleyball World Grandprix 2006 jako Special Supporter (skupina Kitty GYM)[4]